# کلی رایکارد
کلی رایکارد (انگلیسی: Kelly Reichardt؛ زادهٔ ۱۹۶۴) یک کارگردان، و فیلم‌نامه‌نویس اهل ایالات متحده آمریکا است. وی از سال ۱۹۹۴ میلادی تاکنون مشغول فعالیت بوده‌است.
وی همچنین برنده جوایزی همچون کمک هزینه گوگنهایم شده است.

## فیلمشناسی
| سال       | عنوان                                                                        | نقش(ها)                   | یاداشت |
| --------- | ---------------------------------------------------------------------------- | ------------------------- | --- |
| ۱۹۹۴      | River of Grass                                                               | کارگردان/نویسنده          | |
| ۱۹۹۹      | Ode                                                                          | کارگردان                  | فیلم کوتاه |
| ۲۰۰۱      | Then a Year                                                                  | کارگردان                  | فیلم کوتاه |
| ۲۰۰۴      | Travis                                                                       | کارگردان                  | فیلم کوتاه |
| ۲۰۰۶      | Old Joy                                                                      | کارگردان                  | |
| ۲۰۰۸      | وندی و لوسی                                                                  | کارگردان                  | |
| ۲۰۱۰      | میانبر میک                                                                   | کارگردان                  | نامزد دریافت شیر طلایی |
| ۲۰۱۳      | حرکات شبانه                                                                  | کارگردان/نویسنده/تدوین‌گر  | نامزد دریافت شیر طلایی |
| ۲۰۱۶      | برخی زن‌ها                                                                    | کارگردان/نویسنده/تدوین‌گر  | |
| ۲۰۱۹      | گاو اول                                                                      | کارگردان/نویسنده/تدوین گر | - مشارکت‌کنندگان ویکی‌پدیا. «Kelly Reichardt». در دانشنامهٔ ویکی‌پدیای انگلیسی، بازبینی‌شده در ۲۲ اوت ۲۰۱۴. - «Kelly Reichardt». دریافت‌شده در ۲۲ اوت ۲۰۱۴. |
| آیکون خرد | این یک مقالهٔ خرد یک کارگردان است. می‌توانید با گسترش آن به ویکی‌پدیا کمک کنید. |                           | |